# Flughafen Kanpur

i8
i11
i13
Der ca. 126 m hoch gelegene Flughafen Kanpur (englisch Kanpur Airport) ist ein nationaler Flughafen ca. 10 km (Fahrtstrecke) südöstlich der Millionenstadt Kanpur im Bundesstaat Uttar Pradesh im Norden Indiens.

## Geschichte
Der Flughafen ist ein separater Teil einer Basis der Indian Air Force. Ein neuer ziviler Flughafen ist in Planung.

## Flugverbindungen
Der Flughafen Kanpur wird von mehreren indischen Fluggesellschaften angeflogen. Es gibt Flüge nach Delhi, Mumbai, Bangalore und Hyderabad.

## Sonstiges
- Der Flughafen hat eine Start- und Landebahn mit einer Länge von ca. 2743 m.
- Betreiber ist die Airports Authority of India.